# Лисакув (Люблінське воєводство)
Лисакув (пол. Łysaków) — село в Польщі, у гміні Вулька Люблінського повіту Люблінського воєводства.
Населення — 351 особа (2011).

## Демографія
Демографічна структура станом на 31 березня 2011 року:
|          | Загалом | Допрацездатний вік | Працездатний вік | Постпрацездатний вік |
| -------- | ------- | ------------------ | ---------------- | -------------------- |
| Чоловіки | 170     | 36                 | 111              | 23                   |
| Жінки    | 181     | 32                 | 104              | 45                   |
| Разом    | 351     | 68                 | 215              | 68                   |